# Листвянское муниципальное образование
Листвя́нское муниципа́льное образова́ние — городское поселение в Иркутском районе Иркутской области России.
Административный центр — посёлок городского типа Листвянка.

## Границы
Согласно закону «О статусе и границах муниципальных образований Иркутского района Иркутской области»: «за начальную точку границы принята точка „Шаман-Камень“ у истока р. Ангара. Граница проходит в северо-западном направлении по фарватеру Иркутского водохранилища до пос. Ангарские Хутора на расстоянии 8,7 км, поворачивает на восток, пересекает Байкальский тракт и проходит по южным границам кварталов 370, 371, 372 Прибайкальского национального парка на расстоянии 2,7 км до юго-восточного угла квартала 372. Затем граница поворачивает на север и проходит по восточным границам кварталов 372, 367, 363 на расстоянии 3,05 км до северо-восточного угла 363 квартала. Далее поворачивает на восток и проходит по южным границам кварталов 359, 360 на расстоянии 3 км до юго-восточного угла квартала 360, поворачивает на север и проходит по восточным границам кварталов 360, 356, 353, 349 на расстоянии 3,8 км до юго-западного угла квартала 328. Далее поворачивает на восток и проходит по южным границам кварталов 328 и 329, обходит юго-восточный угол квартала 329 и идет до юго-западного угла квартала 330 на расстоянии 2,5 км. Затем граница проходит на восток по южным границам кварталов 330, 331, 332, 333, 334, 337, 338, 339, 340, 341, 342, 343, 344, 346 Прибайкальского национального парка Листвянского лесничества на расстоянии 15 км. Далее граница проходит на юго-восток от юго-восточного угла квартала 346 по юго-западным границам кварталов 53, 57 Кочергатского лесничества Голоустненского лесхоза на расстоянии 5,1 км вдоль по Онотскому хребту. Затем от юго-восточного угла квартала 57 граница проходит в восточном направлении по южным границам кварталов 58, 59, 60, 61 Кочергатского лесничества Голоустненского лесхоза на расстоянии 8,2 км, далее от юго-восточного угла квартала 60 граница проходит на юго-восток по юго-западной границе квартала 73 Прибайкальского национального парка на расстоянии 1 км до берега оз. Байкал. Затем граница проходит на юго-восток по акватории оз. Байкал на границу с Республикой Бурятия, которая проходит по оз. Байкал и выходит на „Шаман-Камень“.».

## Состав городского поселения
В состав муниципального образования входят населённые пункты: 
| № | Населённый пункт | Тип населённого пункта      | Население |
| - | ---------------- | --------------------------- | --------- |
| 1 | Ангарские Хутора | посёлок                     | ↘27       |
| 2 | Большие Коты     | посёлок                     | ↘56       |
| 3 | Листвянка        | пгт, административный центр | ↘1936     |
| 4 | Никола           | посёлок                     | →120      |